# Саари
Са́ари (ест. Saarõ sulg) — природне озеро в Естонії, у волості Вастселійна повіту Вирумаа.

## Розташування
Саари належить до Чудського суббасейну Східноестонського басейну.
Озеро лежить на південний схід від села Індра.

## Опис
Загальна площа озера становить 0,2 га. Довжина берегової лінії — 224 м.
З водойми витікає струмок Савіоя (Savioja), що впадає до річки Піуза (Piusa jõgi).